# Phleomycin D1
Phleomycin D1 ist ein kupferchelatierendes Glykopeptidantibiotikum. Bekannt ist es vor allem unter dem Handelsnamen Zeocin, welches hauptsächlich Phleomycin D1 beinhaltet. Es gehört zu der Familie der Bleomycine und wird ebenfalls aus einer Mutante von Streptomyces verticillus isoliert. Der Wirkmechanismus ist noch nicht eindeutig aufgeklärt, aber Zeocin besitzt ein weites Spektrum an Zielorganismen (Prokaryoten und Eukaryoten).

## Eigenschaften
Durch den Kupferkomplex entstehen Kristalle bläulicher Färbung. Phleomycin D1 verliert seine Aktivität im sauren und basischen Bereich sowie bei Anwesenheit oxidativer Reagenzien.

## Verwendung
Phleomycin D1 wird hauptsächlich in der molekularbiologischen Forschung verwendet. Der große Vorteil ist, dass es z. B. nicht nur gegen Bakterien oder Hefen wirkt, sondern gegen beide. Dies ermöglicht die Verwendung von Vektoren für Klonierungsversuche, die für Bakterien und Hefen geeignet sind und so nur ein Resistenzgen für die Selektion nötig ist.

## Wirkungsweise
Die Wirkungsweise ist noch nicht vollständig aufgeklärt. Es wird jedoch davon ausgegangen, dass Phleomycin D1 in die Zelle eindringt und die DNA interkaliert. Anschließend kommt es durch die Metallionen (Kupfer) zu einer Spaltung der DNA. Das Erbgut der Zelle wird beschädigt und diese ist nicht mehr überlebensfähig.

## Wirkungsweise der Resistenz
Das Resistenzgen Sh ble ermöglicht der Zelle ein 14 kDa großes Protein zu exprimieren, welches hochspezifisch an Phleomycin D1 bindet. Dadurch wird das Antibiotikum in seiner Wirkung inhibiert und wirkungslos.